# Seznam větrných mlýnů v Česku

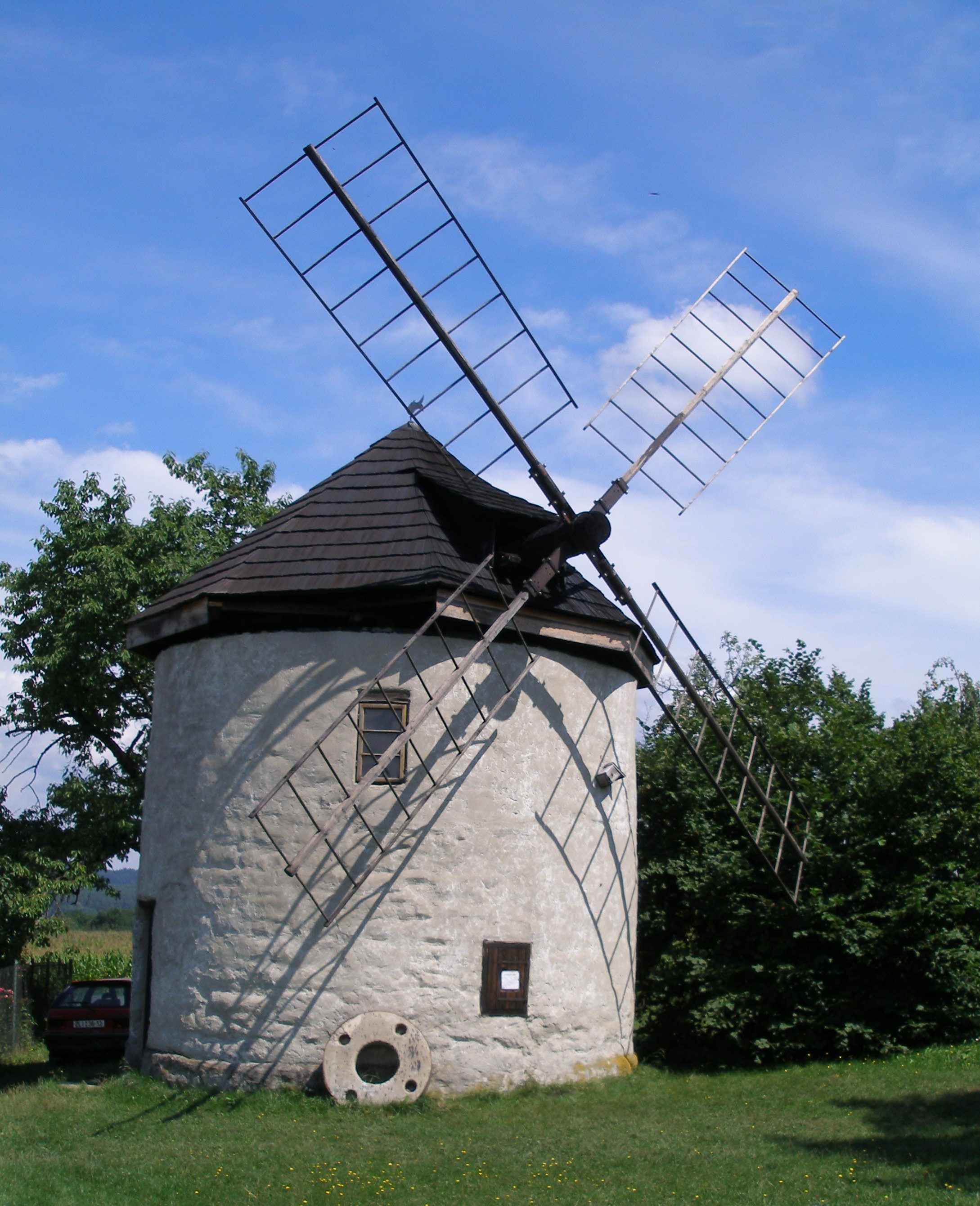
Větrný mlýn u Štípy

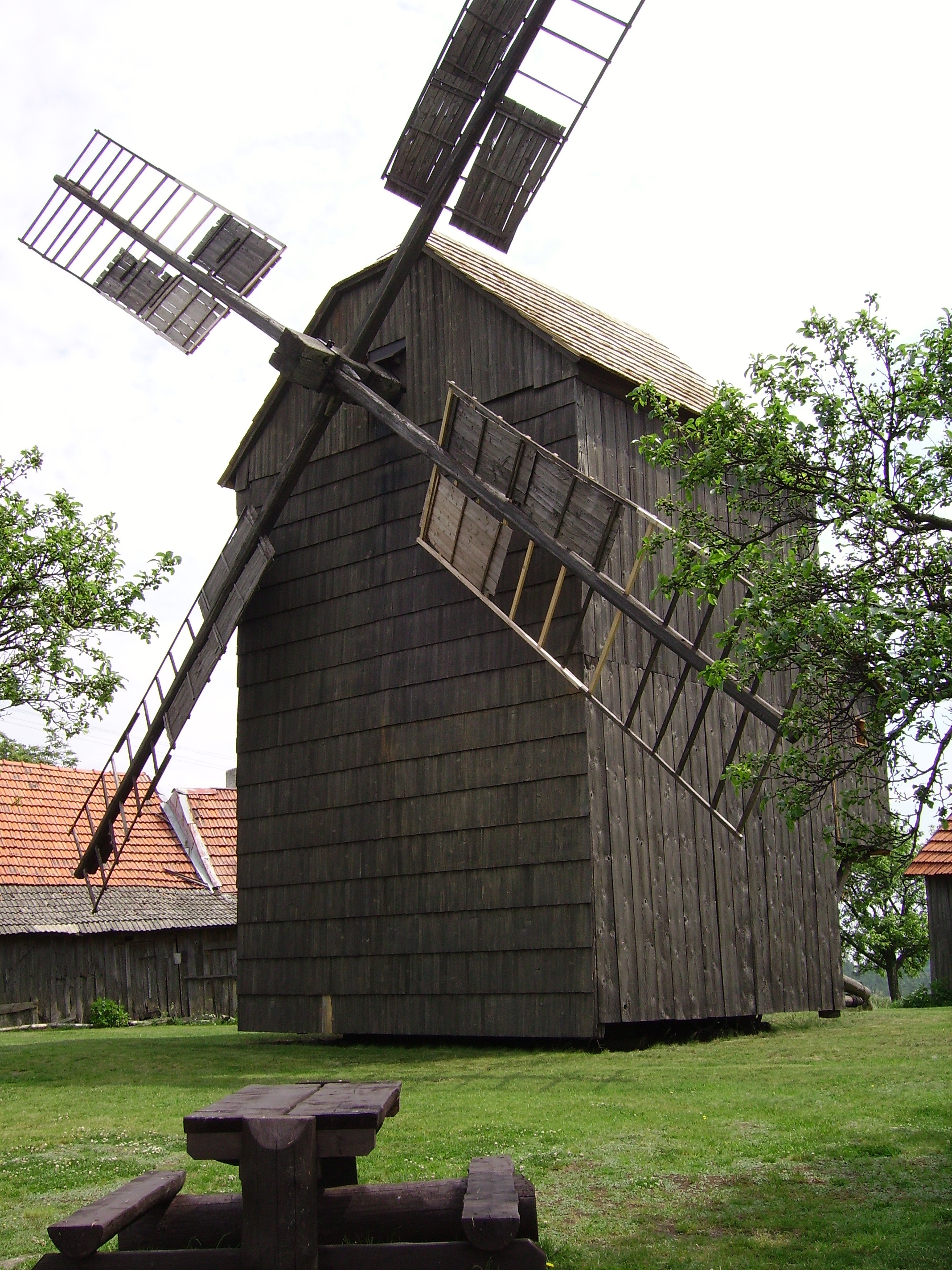
Větrný mlýn u Partutovic

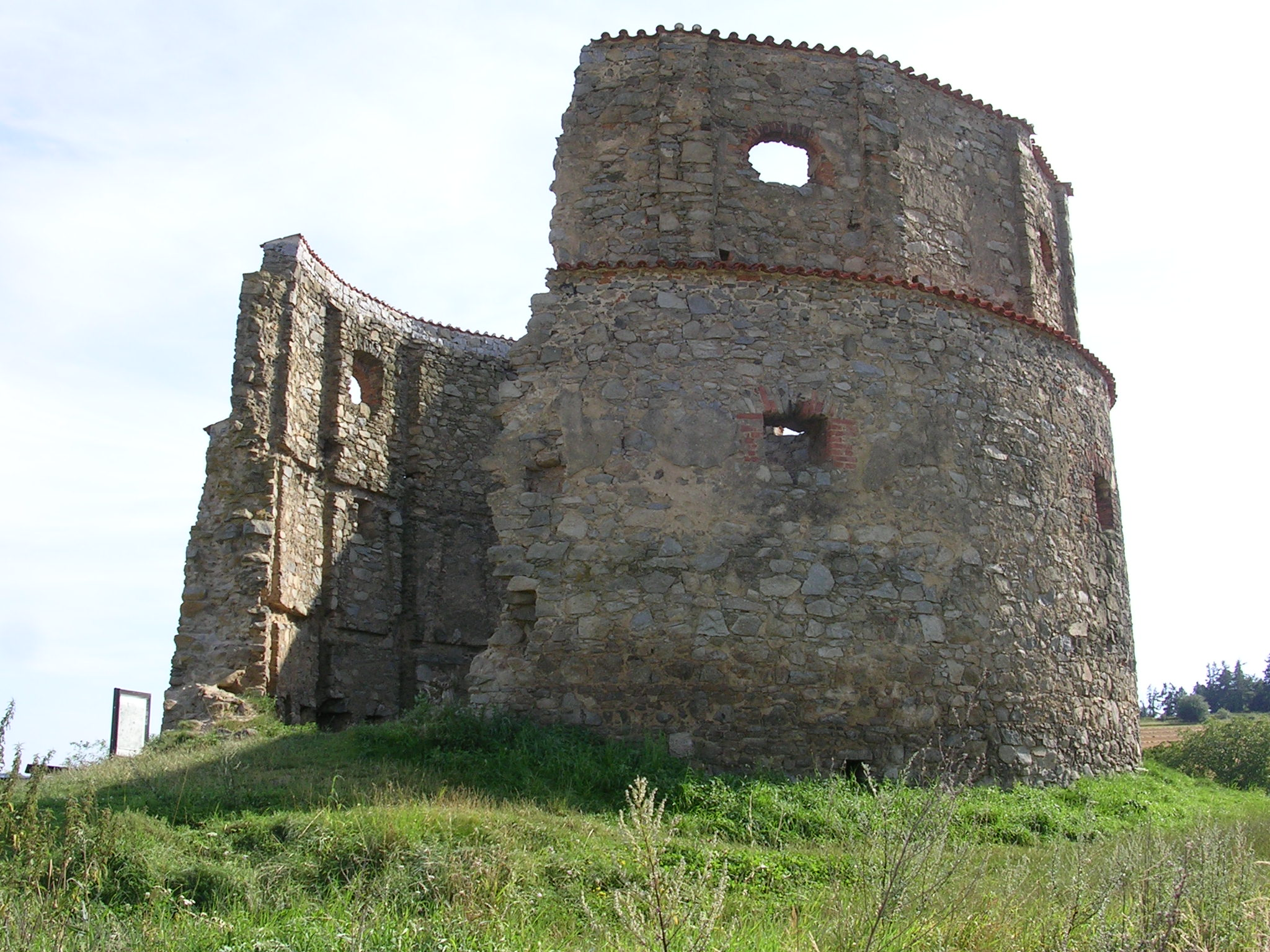
Bývalý větrný mlýn u Příčov

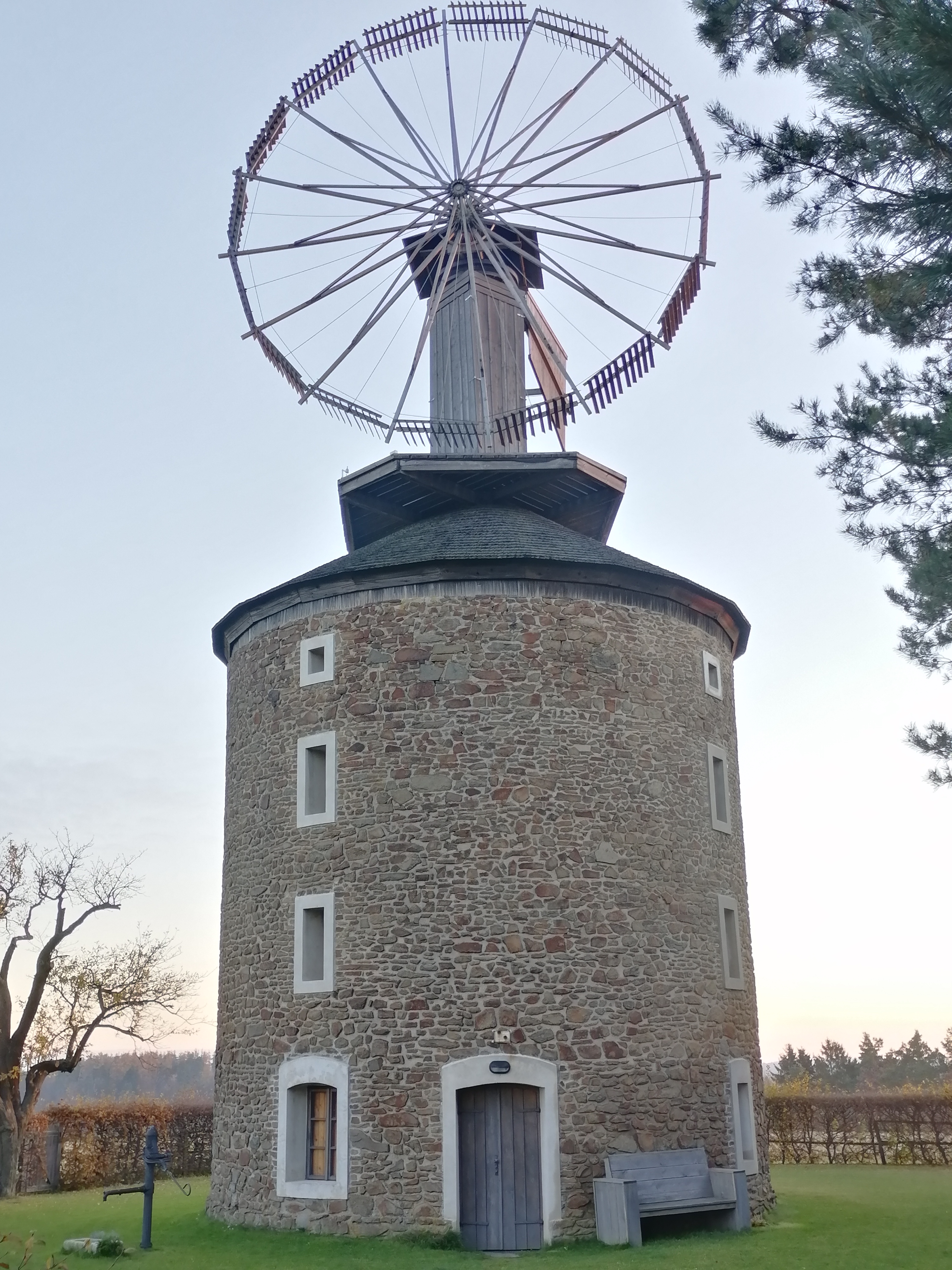
Větrný mlýn u Ruprechtova

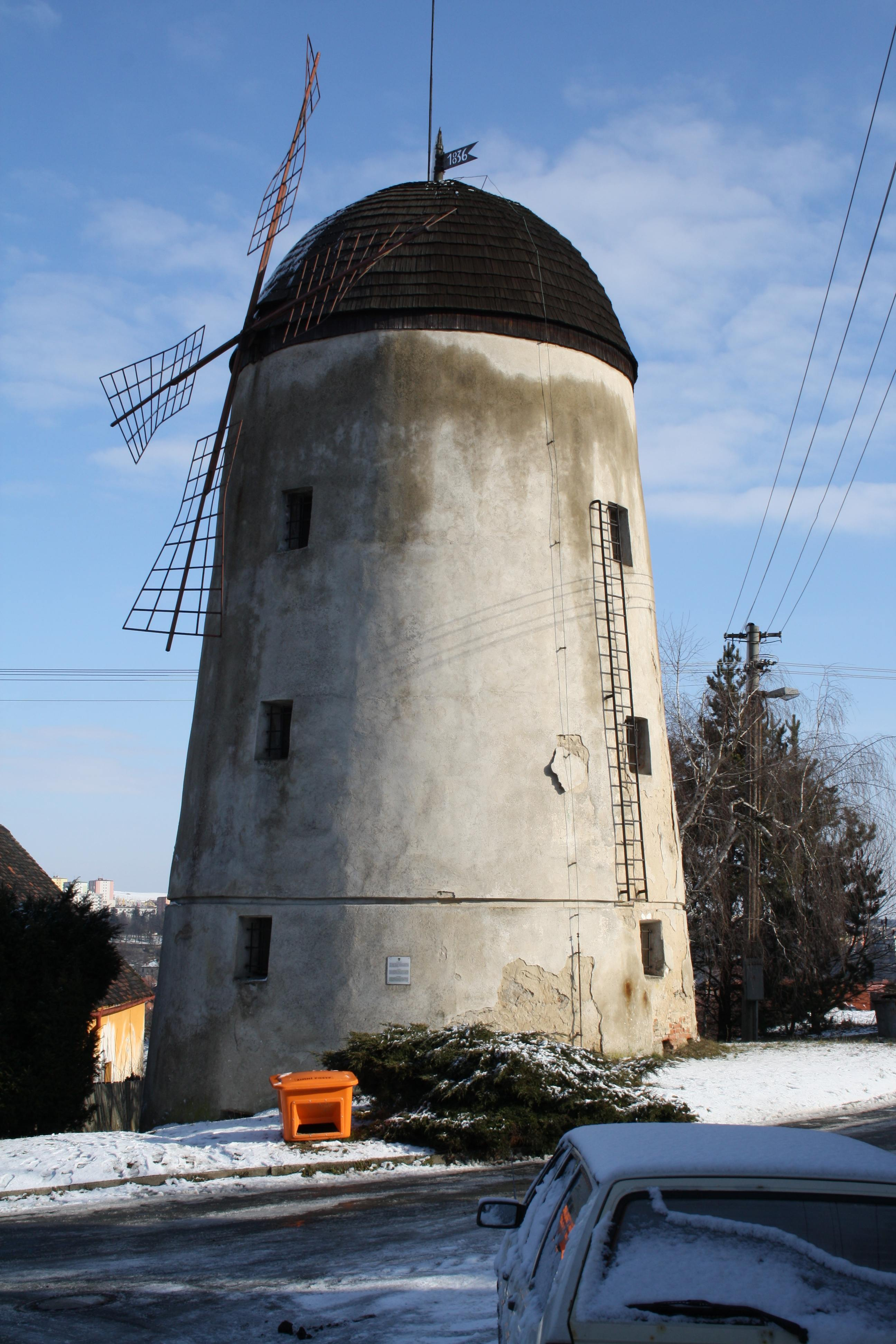
Větrný mlýn v Třebíči

Seznam větrných mlýnů v Česku:

## Okres Benešov
- větrný mlýn Miličín

## Okres Beroun
- větrný mlýn Bzová

## Okres Blansko
- větrný mlýn Kořenec
- větrný mlýn Němčice
- větrný mlýn Ostrov u Macochy
- větrný mlýn Petrovice
- větrný mlýn Rudice

## Okres Brno-venkov
- větrný mlýn Tvarožná

## Okres Bruntál
- větrný mlýn Lichnov
- větrný mlýn Horní Životice

## Okres Břeclav
- větrný mlýn Klobouky u Brna

## Okres Česká Lípa
- větrný mlýn Kbelsko

## Okres České Budějovice
- větrný mlýn Lišov

## Okres Děčín
- větrný mlýn Arnoltice
- větrný mlýn Františkův vrch
- větrný mlýn Janov
- větrný mlýn Mikulášovice
- větrný mlýn Růžová
- větrný mlýn Světlík
- větrný mlýn Varnsdorf

## Okres Frýdek-Místek
- větrný mlýn Brušperk
- větrný mlýn Dolní Sklenov
- větrný mlýnek Řepiště

## Okres Havlíčkův Brod
- větrný mlýn Bačkov

## Okres Hodonín
- větrný mlýn Bukovany
- větrný mlýn Kuželov
- větrný mlýn Starý Poddvorov

## Okres Hradec Králové
- větrný mlýn Krňovice – replika mlýna z Librantic, Podorlický skanzen Krňovice
- větrný mlýn Librantice

## Okres Cheb
- větrný mlýn Podhradí u Aše

## Okres Chomutov
- větrný mlýn Chomutov

## Okres Chrudim
- větrný mlýn Příkrakov

## Okres Jablonec nad Nisou
- větrný mlýn Kořenov

## Okres Jičín
- větrný mlýn Bořenovy

## Okres Karviná
- větrný mlýn Koukolná
- větrný mlýnek Dětmarovice

## Okres Kroměříž
- větrný mlýn Kunkovice
- větrný mlýn Rymice
- větrný mlýn Těšnovice
- větrný mlýn Velké Těšany

## Okres Kutná Hora
- větrný mlýn Štrampouch

## Okres Liberec
- větrný mlýn Heřmanice (Vysoký)
- větrný mlýn Horní Vítkov
- větrný mlýn Jindřichovice pod Smrkem
- větrný mlýn Uhelná

## Okres Litoměřice
- větrný mlýn Siřejovice (bývalý zámeček a letohrádek Windsor)

## Okres Louny
- větrný mlýn Donín

## Okres Mělník
- větrný mlýn Mšeno

## Okres Mladá Boleslav
- větrný mlýn Vrátno

## Okres Most
- větrný mlýn Korozluky

## Okres Náchod
- větrný mlýn Zdoňov

## Okres Nový Jičín
- větrný mlýn Hodslavice
- větrný mlýn Libhošť
- větrný mlýn Spálov (Balerův větrný mlýn)
- větrný mlýn Stará Ves u Bílovce
- větrný mlýn Studénka

## Okres Nymburk
- větrný mlýn Krchleby

## Okres Olomouc
- větrný mlýn Libavá

## Okres Opava
- větrný mlýn Hlavnice
- větrný mlýn Choltice
- větrný mlýn Lhotka u Litultovic
- větrný mlýn Těškovice

## Okres Ostrava-město
- větrný mlýn Poruba
- větrný mlýn Zbyslavice

## Okres Pardubice
- větrný mlýn Býšť

## Okres Písek
- větrný mlýn Klisín

## Okres Plzeň-jih
- větrný mlýn Dobřany

## Praha
- větrný mlýn Praha - Břevnov
- větrný mlýn Praha - Strahov

## Okres Praha-východ
- větrný mlýn Kostelec nad Černými lesy

## Okres Prostějov
- větrný mlýn Hačky
- větrný mlýn Horní Štěpánov
- větrný mlýn Jednov
- větrný mlýn Ohrozim
- větrný mlýn Přemyslovice
- větrný mlýn Rozstání

## Okres Přerov
- větrný mlýn Kladníky
- větrný mlýn Lazníčky
- větrný mlýn Partutovice
- větrný mlýn Poruba
- větrné čerpadlo Radíkov
- větrný mlýn Skalička
- větrný mlýn Uhřínov u Hranic

## Okres Příbram
- větrný mlýn Příčovy

## Okres Rakovník
- větrný mlýn Nové Strašecí

## Okres Rokycany
- větrný mlýn Skoupý

## Okres Semily
- větrný mlýn Studenec

## Okres Strakonice
- větrný mlýn Bratronice

## Okres Tábor
- větrný mlýn Radvanov

## Okres Teplice
- větrný mlýn Bílina

## Okres Trutnov
- větrný mlýn Borovnice

## Okres Třebíč
- větrný mlýn Třebíč
- větrný mlýn Budišov

## Okres Uherské Hradiště
- větrný mlýn Jalubí – replika původního větrného mlýna

## Okres Ústí nad Labem
- větrný mlýn Velké Chvojno

## Okres Vsetín
- větrný mlýn ve Valašském muzeu v přírodě v Rožnově pod Radhoštěm
- větrný mlýn Medůvka, Valašské Meziříčí

## Okres Vyškov
- větrný mlýn Chvalkovice
- větrný mlýn Ruprechtov
- větrný mlýn Vážany u Vyškova

## Okres Zlín
- větrný mlýn Štípa

## Okres Znojmo
- větrný mlýn Lesná

## Okres Žďár nad Sázavou
- větrný mlýn Sirákov